# Castello di Casteldarne
Il castello di Casteldarne (ted.: Schloss Ehrenburg) è un castello risalente al XII secolo dal quale ha preso il nome la frazione omonima del comune di Chienes (BZ), in val Pusteria. Fu costruito e abitato per più di 700 anni dalla stessa famiglia, i conti Künigl. Nel 2010 è stato venduto ad un imprenditore locale.

## Descrizione
Il maniero sorge a 800 m s.l.m., in posizione dominante sopra il fiume Rienza e ai piedi del monte Getzen (Getzenberg); comprende una parte più antica del XII secolo sul lato meridionale, e un ampliamento barocco del XVIII secolo nella parte orientale.
Entrando dalla porta del lato meridionale, il più antico, si giunge nella corte interna; è questa una creazione rinascimentale commissionata da Caspar Künigl (1481-1541) ad un artista locale noto con il nome di Lucio da Trento. Il cortile è circondato da arcate a semicerchio sorrette da colonne di granito con capitelli quadrangolari. La corte, che si presenta come il punto centrale del maniero, subì alcune modifiche tra il XVII e il XVIII secolo.

## Galleria d'immagini

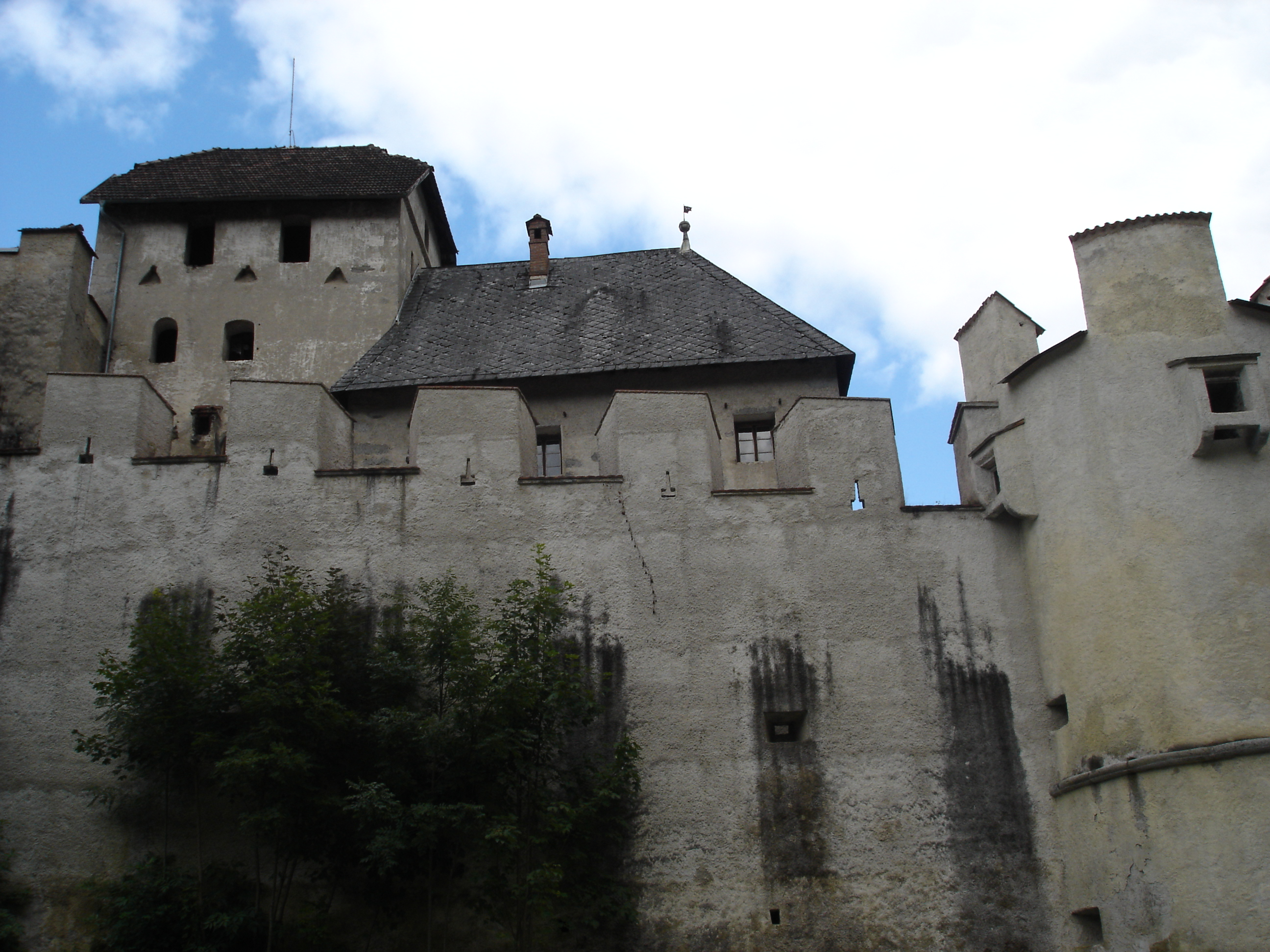
Il lato difensivo
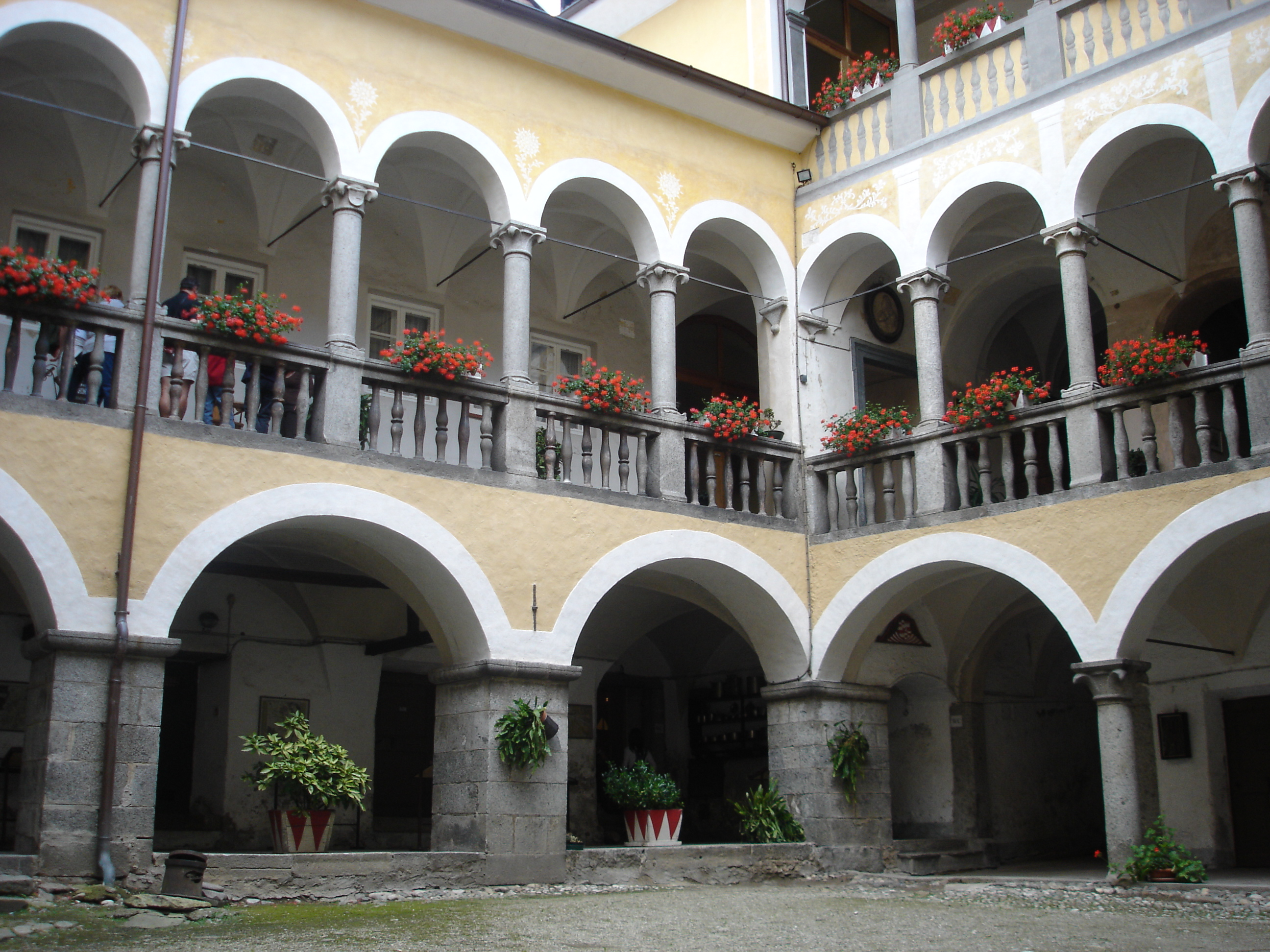
Il cortile interno del castello